# Châtillon (Saint-Léger)
Châtillon (niem. Schasteljung, wa. Tchekion, lb. Schättljong) – dzielnica (section) gminy Saint-Léger w Belgii, w Regionie Walońskim, w prowincji Luksemburg, w okręgu Virton. 1 stycznia 2020 roku liczyła 908 mieszkańców. Do 31 grudnia 1976 r. samodzielna gmina. 

## Demografia
Liczba mieszkańców, stan na 1 stycznia:
| Rok                | 1930 | 1947 | 1961 | 2020 |
| ------------------ | ---- | ---- | ---- | ---- |
| Liczba mieszkańców | 582  | 527  | 561  | 908  |